# Une bonne recrue
 (septembre 2024).
Si vous disposez d'ouvrages ou d'articles de référence ou si vous connaissez des sites web de qualité traitant du thème abordé ici, merci de compléter l'article en donnant les références utiles à sa vérifiabilité et en les liant à la section « Notes et références ».
Pour plus de détails, voir Fiche technique et Distribution.
Une bonne recrue (The Rookie Bear) est le 4e court métrage d'animation de la série américaine L'ours Barney réalisé par Rudolf Ising et sorti le 17 mai 1941.